# Kanuslalom-Weltmeisterschaften 1999
Die Kanuslalom-Weltmeisterschaften 1999 fanden vom 8. bis 12. September 1999 in La Seu d’Urgell in Spanien statt. Austragungsort war der Parc Olímpic del Segre.

## Ergebnisse

### Einer-Kajak
Männer:
| Platz | Land | Sportler       |
| ----- | ---- | -------------- |
| 1     | CAN  | David Ford     |
| 2     | USA  | Scott Shipley  |
| 3     | GBR  | Paul Ratcliffe |

Frauen:
| Platz | Land | Sportler            |
| ----- | ---- | ------------------- |
| 1     | CZE  | Štěpánka Hilgertová |
| 2     | POL  | Beata Grzesik       |
| 3     | SUI  | Sandra Friedli      |

### Einer-Kajak-Mannschaft
Männer:
| Platz | Land | Sportler                                      |
| ----- | ---- | --------------------------------------------- |
| 1     | GER  | Ralf Schaberg Jakobus Stenglein Thomas Becker |
| 2     | SLO  | Andraž Vehovar Fedja Marušič Miha Štricelj    |
| 3     | CZE  | Tomáš Kobes Jiří Prskavec Vojtěch Bareš       |

Frauen:
| Platz | Land | Sportler                                 |
| ----- | ---- | ---------------------------------------- |
| 1     | GER  | Evi Huss Mandy Planert Susanne Hirt      |
| 2     | USA  | Mary Seaver Rebecca Bennett Sarah Leith  |
| 3     | GBR  | Rachel Crosbee Amy Casson Heather Corrie |

### Einer-Canadier
Männer:
| Platz | Land | Sportler         |
| ----- | ---- | ---------------- |
| 1     | FRA  | Emmanuel Brugvin |
| 2     | AUS  | Robin Bell       |
| 3     | SVK  | Michal Martikán  |

### Einer-Canadier-Mannschaft
Männer:
| Platz | Land | Sportler                                              |
| ----- | ---- | ----------------------------------------------------- |
| 1     | POL  | Krzysztof Bieryt Sławomir Mordarski Mariusz Wieczorek |
| 2     | GER  | Stefan Pfannmöller Nico Bettge Martin Lang            |
| 3     | FRA  | Patrice Estanguet Tony Estanguet Emmanuel Brugvin     |

### Zweier-Canadier
Männer:
| Platz | Land | Sportler                                 |
| ----- | ---- | ---------------------------------------- |
| 1     | CZE  | Marek Jiras/Tomáš Máder                  |
| 2     | POL  | Krzysztof Kołomański/Michał Staniszewski |
| 3     | FRA  | Éric Biau/Bertrand Daille                |

### Zweier-Canadier-Mannschaft
Männer:
| Platz | Land | Sportler                                                                                   |
| ----- | ---- | ------------------------------------------------------------------------------------------ |
| 1     | CZE  | Marek Jiras/Tomáš Máder Jaroslav Volf/Ondřej Štěpánek Jaroslav Pospíšil/Lukas Pollert      |
| 2     | SVK  | Roman Štrba/Roman Vajs Milan Kubáň/Marián Olejník Peter Hochschorner/Pavol Hochschorner    |
| 3     | FRA  | Philippe Quémerais/Yann Le Pennec Franck Adisson/Wilfrid Forgues Éric Biau/Bertrand Daille |

## Medaillenspiegel
| Platz  | Land                   | Gold | Silber | Bronze | Gesamt |
| ------ | ---------------------- | ---- | ------ | ------ | ------ |
| 1      | Tschechien             | 3    | —      | 1      | 4      |
| 2      | Polen                  | 2    | 2      | —      | 3      |
| 3      | Deutschland            | 2    | 1      | —      | 3      |
| 4      | Frankreich             | 1    | —      | 3      | 4      |
| 5      | Vereinigte Staaten     | —    | 2      | —      | 2      |
| 6      | Slowakei               | —    | 1      | 1      | 1      |
| 7      | Slowenien              | —    | 1      | —      | 2      |
| 7      | Australien             | —    | 1      | —      | 1      |
| 9      | Vereinigtes Königreich | —    | —      | 2      | 2      |
| 10     | Schweiz                | —    | —      | 1      | 1      |
| Gesamt | Gesamt                 | 8    | 8      | 8      | 24     |